# Trachypithecus delacouri
Il presbite di Delacour (Trachypithecus delacouri Osgood, 1932) è un primate catarrino della famiglia dei cercopitecidi: in particolare, appartiene alla tribù dei Presbytini nell'ambito della sottofamiglia dei Colobinae.

## Distribuzione e habitat
Questi animali vivono con 19 popolazioni isolate nelle province vietnamite di Nam, Thanh Hóa, Hòa Bình, Ninh Bình e Ngh, nel nord del paese. Preferiscono le aree di foresta pluviale.

## Descrizione

### Dimensioni
Misurano circa 130 cm, di cui più della metà spetta alla lunga coda, per un peso di 8 kg, coi maschi più grossi e pesanti delle femmine.

### Aspetto
Il pelo è di colore nero su tutto il corpo, fatta eccezione per i fianchi e le cosce, che sono di colore giallastro: si ha quasi l'impressione che l'animale porti un paio di pantaloni corti. Sulla testa i peli hanno le punte grigiastre ed assumono la forma di una corta cresta.

## Biologia
Si tratta di animali diurni ed arboricoli: di notte cercano riparo nel folto della vedetazione. Vivono in piccoli gruppi di 3-6 animali, che contano un maschio ed un paio di femmine coi propri cuccioli.

### Alimentazione
i tratta di animali prevalentemente folivori: si nutrono, cioè, essenzialmente di foglie, non disdegnando tuttavia di mangiare sporadicamente anche frutta e fiori.

### Riproduzione
Dopo 6-7 mesi di gestazione, la femmina mette al mondo un unico cucciolo, di colore bruno-arancio. Il cucciolo resta con la madre fino a 3-4 anni di vita, quando col raggiungimento della maturità sessuale tende ad allontanarsi dai genitori ed a cercare nuovi gruppi: spesso i giovani maschi si riuniscono in bande, nell'attesa di diventare abbastanza grossi e forti da poter rivaleggiare con altri maschi per il possesso di un proprio harem.

## Conservazione
La IUCN red list classifica Trachypithecus delacouri come specie in pericolo critico di estinzione.